# 温泉街

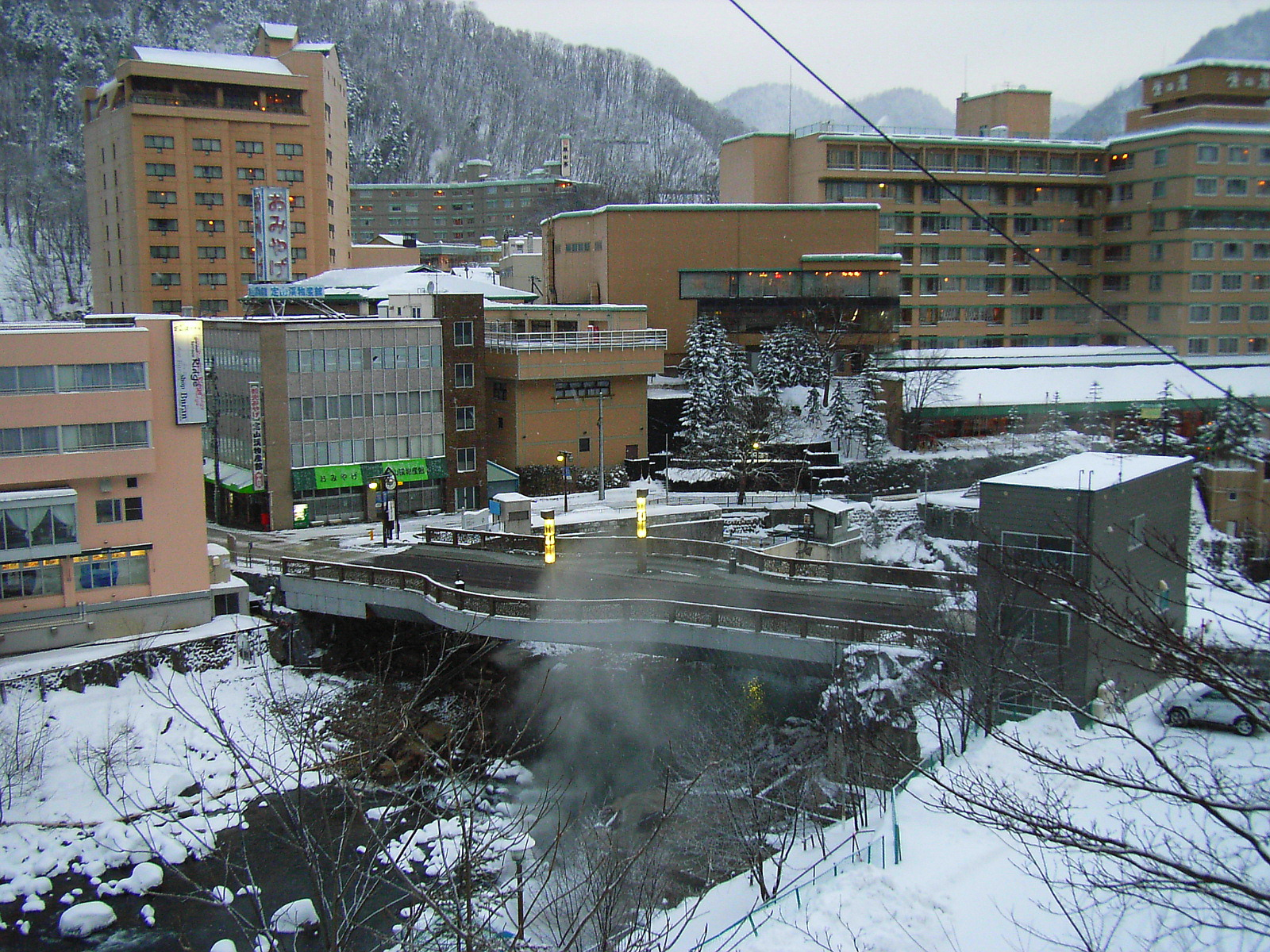
定山渓温泉の温泉街（札幌市）

温泉街（おんせんがい、おんせんまち）は、温泉に付随して温浴施設や宿泊施設、飲食店や土産物店、遊戯店などが立ち並ぶ町並み。

## 温泉街の形成

### 温泉街の形成条件
一概に温泉街といっても実に多種多様である。鉄筋の大型ホテルやリゾートホテルが建ち並ぶような温泉街から昔ながらの木造旅館が並ぶもの、昔ながらの湯治場など様々である。このような変化を及ぼす要因としては次のようなものが挙げられる。
- 地形条件

地形条件はその場所が、沿岸部、丘陵地、田園地帯、山野、河谷、急崖などによって温泉街の開発に制約が生じたり、また温泉街の構成に面的な変化が起こったりする（例：指宿温泉、伊香保温泉、宇奈月温泉など）。また、周辺の自然景観を借景や囲繞環境として有効活用したりと、温泉地のイメージに応じた開発が行われたりする（例：由布院温泉、瀬波温泉、清津峡温泉など）。
- 交通条件（他都市、他地域との密着、近接性）

主要都市に近いと、その奥座敷として発展するケースは多い（有馬温泉、定山渓温泉、月岡温泉、飯坂温泉など）。比較的遠方でも、港湾整備や観光航路の開設、鉄道の敷設や専用自動車道の開通などに伴い、人口が稠密する大消費地などと密着性を持つと急速に発展を遂げることもある（別府温泉、山代温泉、芦原温泉、鬼怒川温泉など）。また、著名な観光地が近いと、その観光拠点として温泉が開発される例もある（阿寒湖温泉、洞川温泉、阿蘇内牧温泉、天橋立温泉など）。
- 経済条件（外部からの流入資本や地元の地域振興など）

地形条件や交通条件などに優れると、大都市や海外などの企業から大量の資本が投入され、一大リゾート地を形成することがある（バーデンバーデン、越後湯沢温泉、南紀白浜温泉など）。また、それとは対照的に地元資本で衰退した温泉地の再興の気運を高め、独自の政策、方針などで温泉地を興隆していった例も見られる（黒川温泉、乳頭温泉郷、小野川温泉など）
- 泉質、湯量など温泉自体が及ぼすもの

温泉は泉質が優れ、効能が高いものであるとその温泉は専ら保養、湯治などに用いられ、そのような客を対象とした温泉街を形成することがある（スパ、俵山温泉、酸ヶ湯など）。また、温泉療法を行う医療施設の進出をきっかけに温泉街が発達したり（三朝温泉、亀川温泉など）、湯の花の生産など特殊な産業をきっかけに温泉街が形成されることがある（明礬温泉など）。
湯量が豊富であると保養温泉と行楽温泉として発展すべき双方の条件を満たす温泉も現れることがある（ホットスプリングス、草津温泉、下呂温泉、鉄輪温泉など）。
これらの様々な条件は複合することも多く、その他様々な理由から変化に富んだ温泉地が形成される要因となっている。

### 楽しみ方

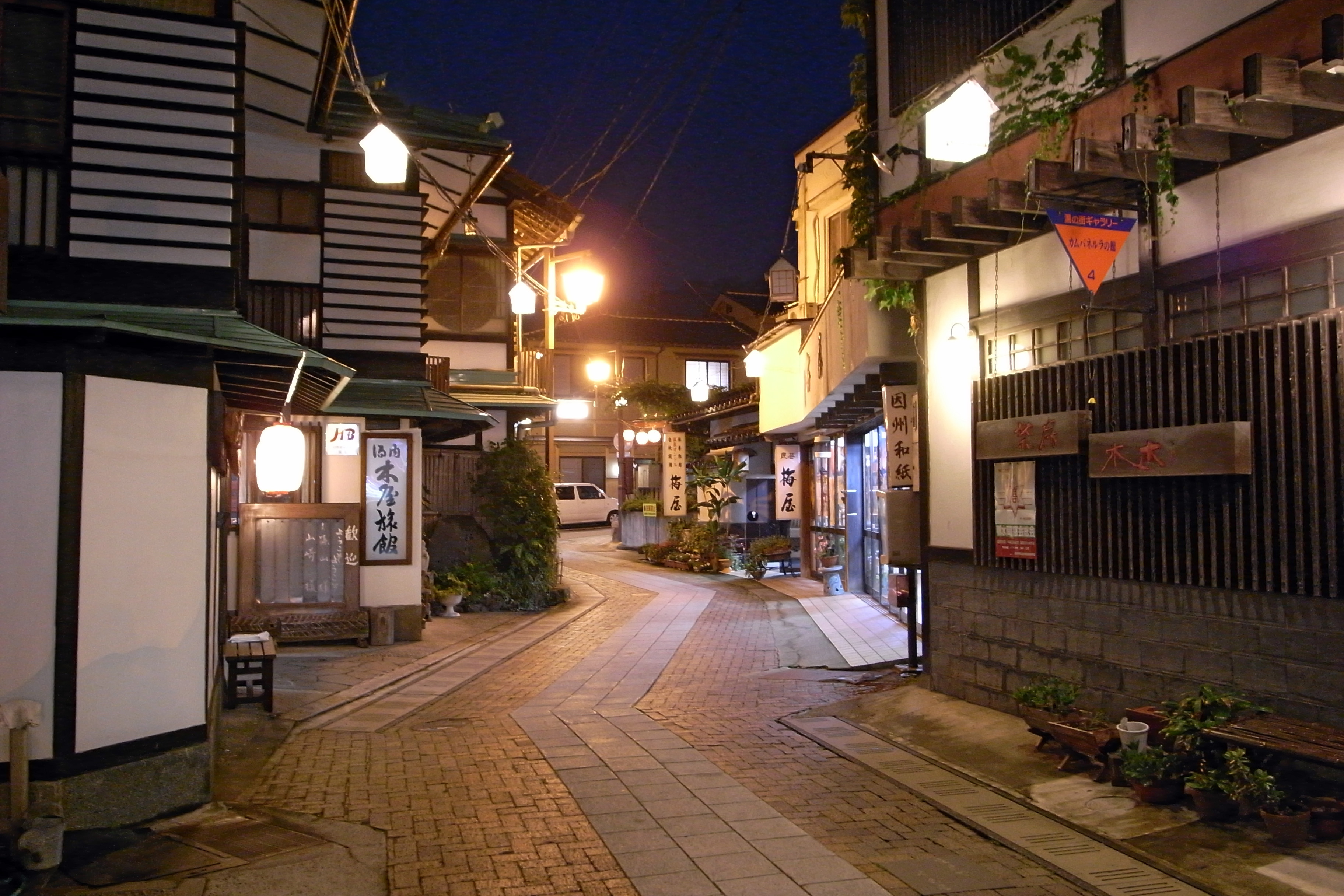
三朝温泉温泉本通り。夕食後のそぞろ歩きが楽しみな温泉街

温泉街を楽しむには宿泊するのが最適とされている。夕食後、旅館の大浴場に入った後に外に繰り出すのが最も一般的な楽しみ方である。
朝の出発前、外湯での朝湯や、みやげ物屋を見て歩くのもまた温泉旅行の楽しみの一つである。
- 外湯のある場合

共同浴場のある場合、外湯も温泉地宿泊の一つの楽しみとなっている。外湯への行き帰りの際に土産物屋などをのぞいてみるのも一つの楽しみといえる。別府温泉には、88ヶ湯を巡り温泉名人を目指す別府八湯温泉道というものがある。
- 職場の慰安旅行の場合

近年は温泉への職場旅行自体が減少してきたが、職場等の慰安旅行の場合には集団心理も働き、宴会後に集団で街に繰り出すのがかつては通例であった。ただ、宿泊施設も二次会需要の吸収を目的に館内施設を充実させてきたため、宿泊施設の側はお客の「囲い込み」により全体の売り上げ増につながるが、一方では温泉街の衰退につながるという意見もある。
- 外出時の装束

旅館の浴衣が一般的であり、寒い場合は丹前を羽織っていく。履物は下駄や草履、雪駄がよく、これも旅館名が書いてあることが多い。旅館では番傘等の貸し出しを行っている。これらの光景がまた温泉街に風情を添える。外湯へ出かける場合、着替えなどは信玄袋に入れるか、風呂敷に包むのが良い。最近では外出時の貴重品持参用に、旅館名入りの袋が準備されていることが多い。城崎温泉など、浴衣に下駄履きを正装とする地域も存在する。
- みやげ物

温泉地の土産物として温泉饅頭（薄皮饅頭や酒饅頭）は定番である。温泉の蒸気で蒸して作成するものも存在し、情緒を添えている。夜祭の屋台にも通じるものがあるので、買い食い品はその場で消費されるものとして雰囲気の盛り上げに貢献する。旅行地の土産物を留守家族が喜ぶさまは既に過去のものであろう事から、近所に土産を大量に買い込むお客は減っているものと思われる。温泉の気分を家庭で味わうことのできる湯の花も多くの温泉地で見かけることができる。
- 射幸

スマートボールと常設の射的場は、昭和時代の温泉街には必ずあった。一時期時代遅れと見なされていたが、湯原温泉など、最近温泉街の目玉として新たに復活している所もある。また、パチンコにしても、最新台を揃える、いわゆるパーラー等を横目に、手打ち台が残るところに情緒を感じる。

### 温泉街をめぐる問題点

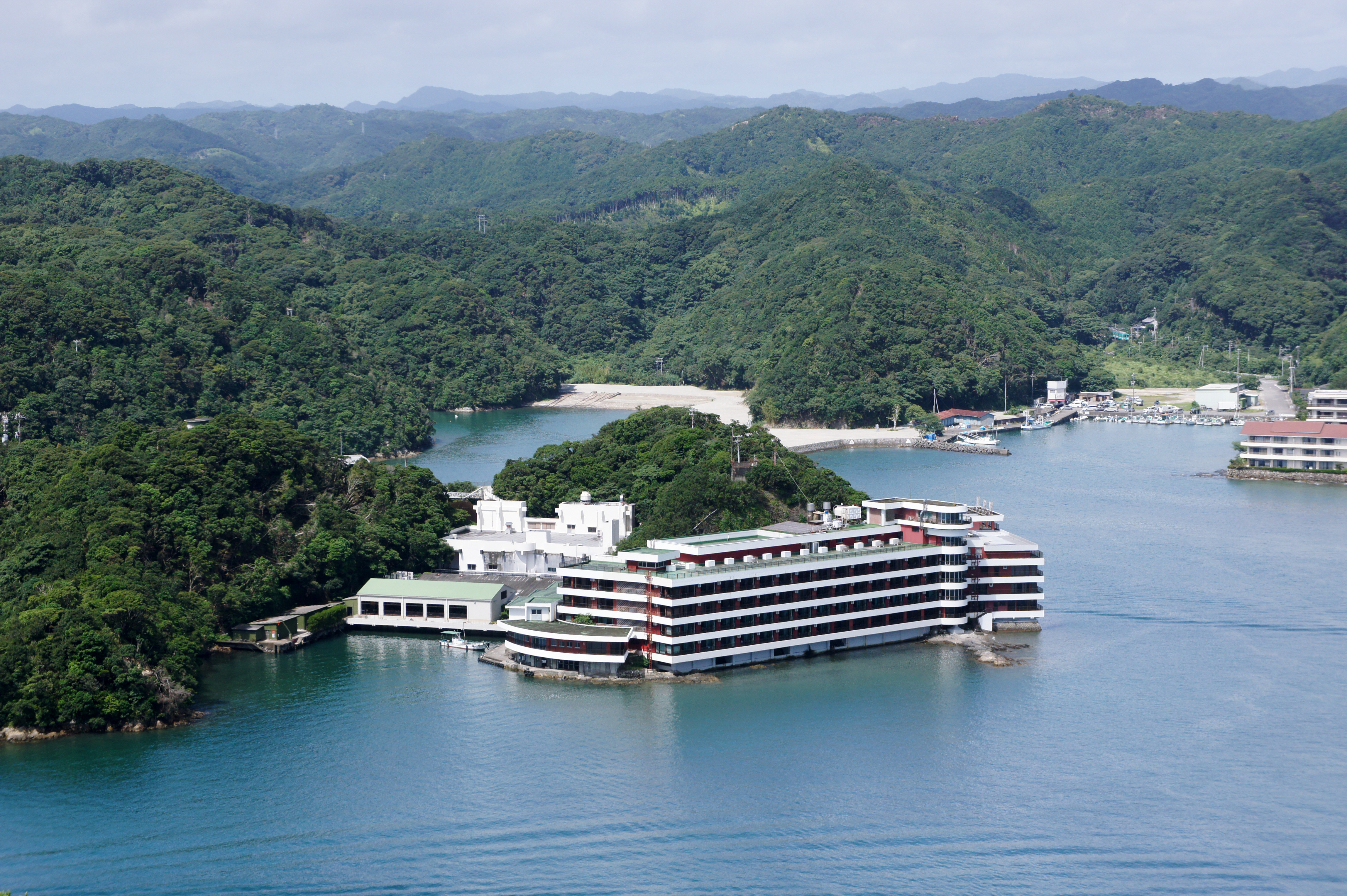
歓楽街の機能が組み込まれた大型温泉ホテル（南紀勝浦温泉）

温泉街の多くに当てはまる問題点として、1970年代のオイルショック以後から、1980年代のバブル期のリゾートブームの中で、温泉施設の大型化に伴い営業利益を追求するため、温泉街の持つ歓楽街の機能を巨大な温泉ホテルの中に組み込む動きが各地で見られた。温泉ホテル内で全ての歓楽行為が充足される仕組みを作り、観光客が温泉街で落とす金銭のすべてが、ホテルを経営する大企業の利益になるよう考え出されたものであった。この動きは温泉街にとって大きな打撃となり、中小の旅館や飲食店・土産物店は縮小や消滅を余儀なくされた。
しかしながら近年、温泉街の持つ情緒を楽しみつつ散策することに注目する旅行客が増えてきたこともあり、誘客の一環として温泉街を含めての温泉郷全体の魅力が再認識されるようになった。だがバブル崩壊以後の長期不況下において、かつての温泉街を復活・復興させることについては困難もある。
また、温泉観光地として有名な熱海や伊豆、石和温泉や山中温泉、雄琴温泉、皆生温泉などを筆頭に、多くの温泉街では慰安旅行など団体旅行客の集客を目的として風俗街・歓楽街を兼ね備えてきたが、団体旅行の衰退とそれに代わる個人旅行・家族旅行の増加、女性客の旅行ブーム、インバウンドの発展などの時代の変化に対し、観光地としてのイメージ低下が懸念されている。これに対して温泉組合などでは温泉街の「脱・歓楽街」化を目指し、取り締まり強化や再整備により風俗街の機能を衰退させたり（石和、山中、皆生）、温泉街と風俗街を完全に分離する対策（雄琴）をとっている。
そうした中で、2001年に別府温泉で始まった「オンパク」の取り組みは、このような構造的問題で悩む各地の温泉街へと拡大を見せており、その動向は注目に値する。

## 日本の温泉街

### 北海道
- 層雲峡温泉（上川町）
- 川湯温泉（弟子屈町）
- 登別温泉（登別市）
- 十勝川温泉（音更町）
- ぬかびら温泉（上士幌町）
- 阿寒湖温泉（釧路市）
- 洞爺湖温泉（洞爺湖町）
- 定山渓温泉（札幌市南区）
- ウトロ温泉（斜里町）
- 湯の川温泉（函館市）
- 温根湯温泉（北見市）
- 長万部温泉（長万部町）
- 朝里川温泉（小樽市）
- 天人峡温泉（東川町）
- 支笏湖温泉（千歳市）
- 歌登温泉（枝幸町）
- 虎杖浜温泉（白老町）
- ニセコ温泉郷（ニセコ町・蘭越町）
- 豊富温泉（豊富町）
- 白金温泉（美瑛町）
- 小金湯温泉（札幌市南区）
- 養老牛温泉（中標津町）
- 北湯沢温泉（伊達市）
- 摩周温泉（弟子屈町）
- 盃温泉（泊村）

### 東北
- 下風呂温泉（青森県下北郡風間浦村）
- 浅虫温泉（青森県青森市）
- 温湯温泉（青森県黒石市）
- 嶽温泉（青森県弘前市）
- 大鰐温泉（青森県南津軽郡大鰐町）
- 花巻温泉（岩手県花巻市）
- 台温泉（花巻温泉郷）（岩手県花巻市）
- 志戸平温泉（花巻南温泉峡）（岩手県花巻市）
- 繋温泉（岩手県盛岡市）
- 鶯宿温泉（岩手県岩手郡雫石町）
- 夏油温泉（岩手県北上市）

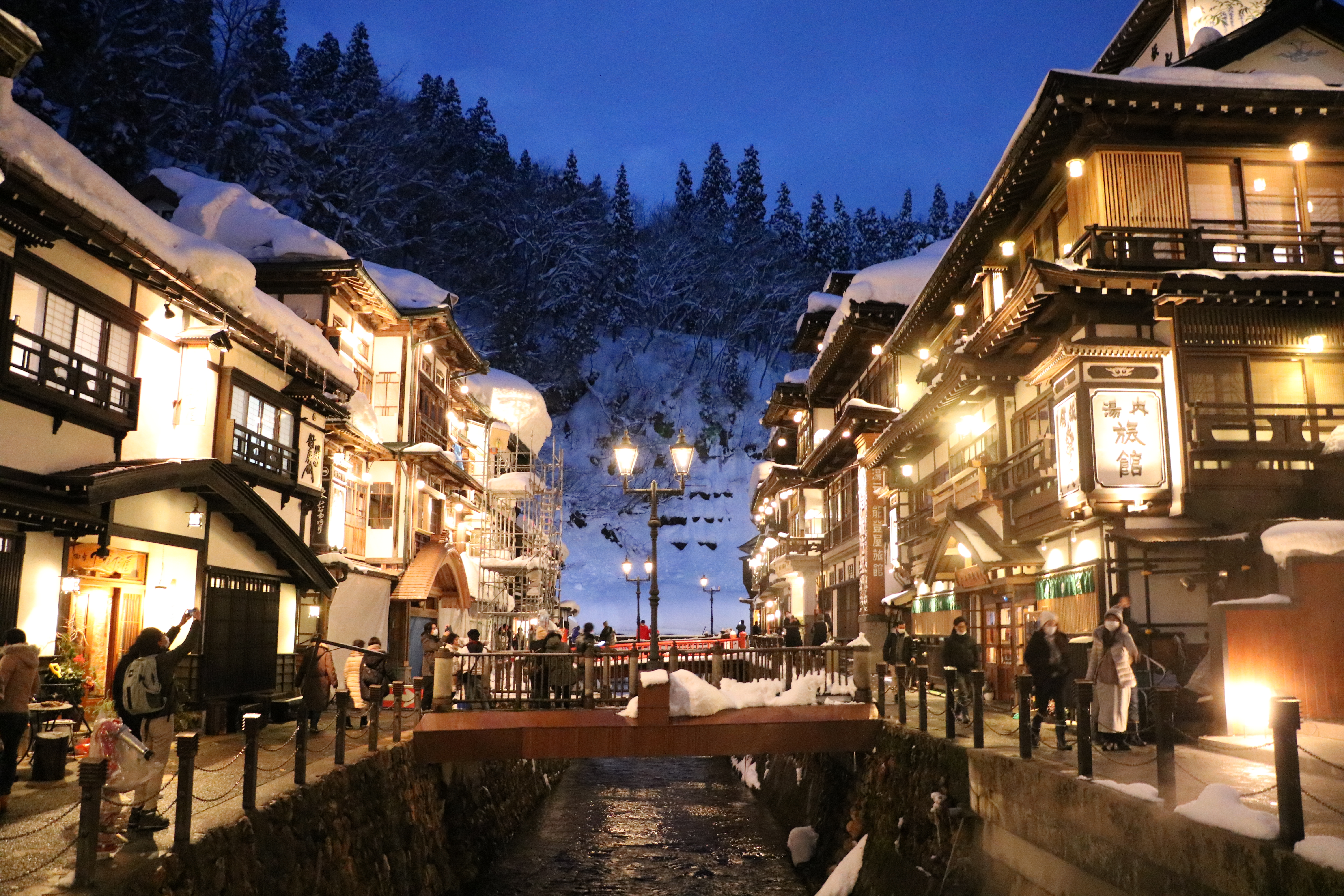
銀山温泉 温泉街

- 岩手湯本温泉（湯田温泉峡）（岩手県和賀郡西和賀町）
- 湯川温泉（湯田温泉峡）（岩手県和賀郡西和賀町）
- 金田一温泉（岩手県二戸市）
- 中山平温泉（宮城県大崎市）
- 鳴子温泉（宮城県大崎市）
- 東鳴子温泉（宮城県大崎市）
- 川渡温泉（宮城県大崎市）
- 鬼首温泉 (宮城県大崎市)
- 秋保温泉（宮城県仙台市太白区）
- 作並温泉（宮城県仙台市青葉区）
- 松島温泉（宮城県宮城郡松島町）
- 遠刈田温泉（宮城県刈田郡蔵王町）
- 青根温泉（宮城県柴田郡川崎町）
- 鎌先温泉（宮城県白石市）
- 男鹿温泉郷（秋田県男鹿市）
- 大滝温泉（秋田県大館市）
- 大湯温泉（秋田県鹿角市）
- 湯瀬温泉（秋田県鹿角市）
- 田沢湖高原温泉（秋田県仙北市）
- 泥湯温泉（秋田県湯沢市）
- 蔵王温泉（山形県山形市）
- 銀山温泉（山形県尾花沢市）
- 東根温泉（山形県東根市）
- 天童温泉（山形県天童市）
- 上山温泉（山形県上山市）
- 赤湯温泉（山形県南陽市）
- 小野川温泉（山形県米沢市）
- 白布温泉（山形県米沢市）
- 赤倉温泉（山形県最上郡最上町）
- 瀬見温泉（山形県最上郡最上町）
- 肘折温泉（山形県最上郡大蔵村）
- 羽根沢温泉（山形県最上郡鮭川村）
- あつみ温泉（山形県鶴岡市）
- 湯野浜温泉（山形県鶴岡市）
- 湯田川温泉（山形県鶴岡市）
- 飯坂温泉（福島県福島市）
- 高湯温泉（福島県福島市）
- 土湯温泉（福島県福島市）
- 岳温泉（福島県二本松市）
- 磐梯熱海温泉（福島県郡山市熱海町）
- 母畑温泉（福島県石川郡石川町）
- いわき湯本温泉（福島県いわき市）
- 中ノ沢温泉（福島県耶麻郡猪苗代町）
- 東山温泉（福島県会津若松市）
- 芦ノ牧温泉（福島県会津若松市）
- 熱塩温泉（福島県喜多方市）
- 柳津温泉（福島県河沼郡柳津町）
- 西山温泉（福島県河沼郡柳津町）
- 湯野上温泉（福島県南会津郡下郷町）
- 木賊温泉（福島県南会津郡南会津町）

### 関東
- 畑下温泉（塩原温泉郷）（栃木県那須塩原市）

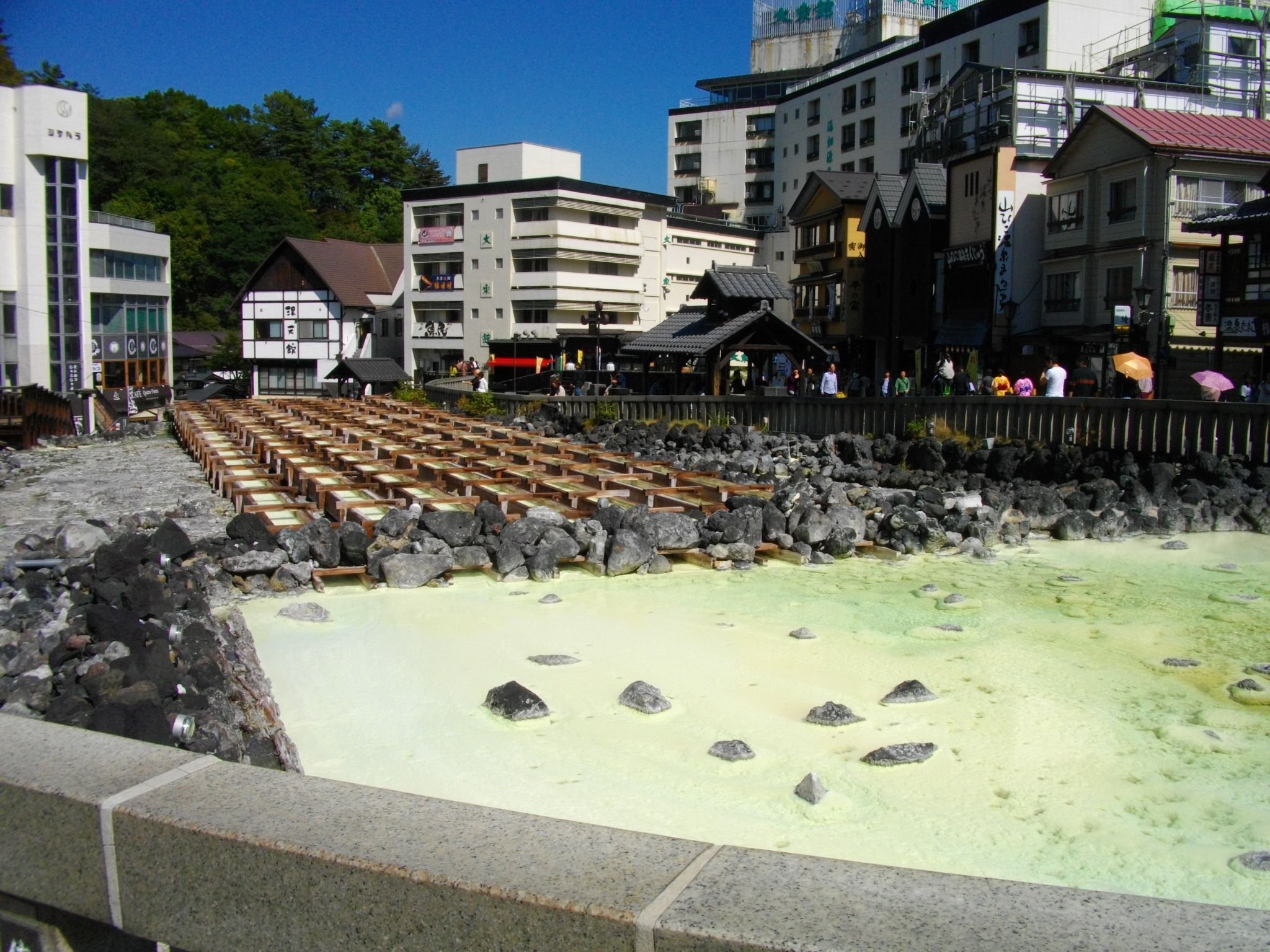
草津温泉

- 那須湯本温泉（那須温泉郷）（栃木県那須郡那須町）
- 鬼怒川温泉（栃木県日光市）
- 川俣温泉（栃木県日光市）
- 川治温泉（栃木県日光市）
- 湯西川温泉（栃木県日光市）
- 喜連川温泉（栃木県さくら市）
- 水上温泉（水上温泉郷）（群馬県利根郡みなかみ町）
- 猿ヶ京温泉（群馬県利根郡みなかみ町）
- 老神温泉（群馬県沼田市）
- 伊香保温泉（群馬県渋川市）
- 四万温泉（群馬県吾妻郡中之条町）
- 沢渡温泉（群馬県吾妻郡中之条町）
- 川原湯温泉（群馬県吾妻郡長野原町）
- 草津温泉（群馬県吾妻郡草津町）
- 万座温泉（群馬県吾妻郡嬬恋村）
- 新鹿沢温泉（群馬県吾妻郡嬬恋村）
- 磯部温泉（群馬県安中市）
- 白子温泉（千葉県長生郡白子町）
- 鶴巻温泉（神奈川県秦野市）
- 湯河原温泉（神奈川県足柄下郡湯河原町）
- 箱根温泉（神奈川県足柄下郡箱根町）

### 中部
- 瀬波温泉（新潟県村上市）

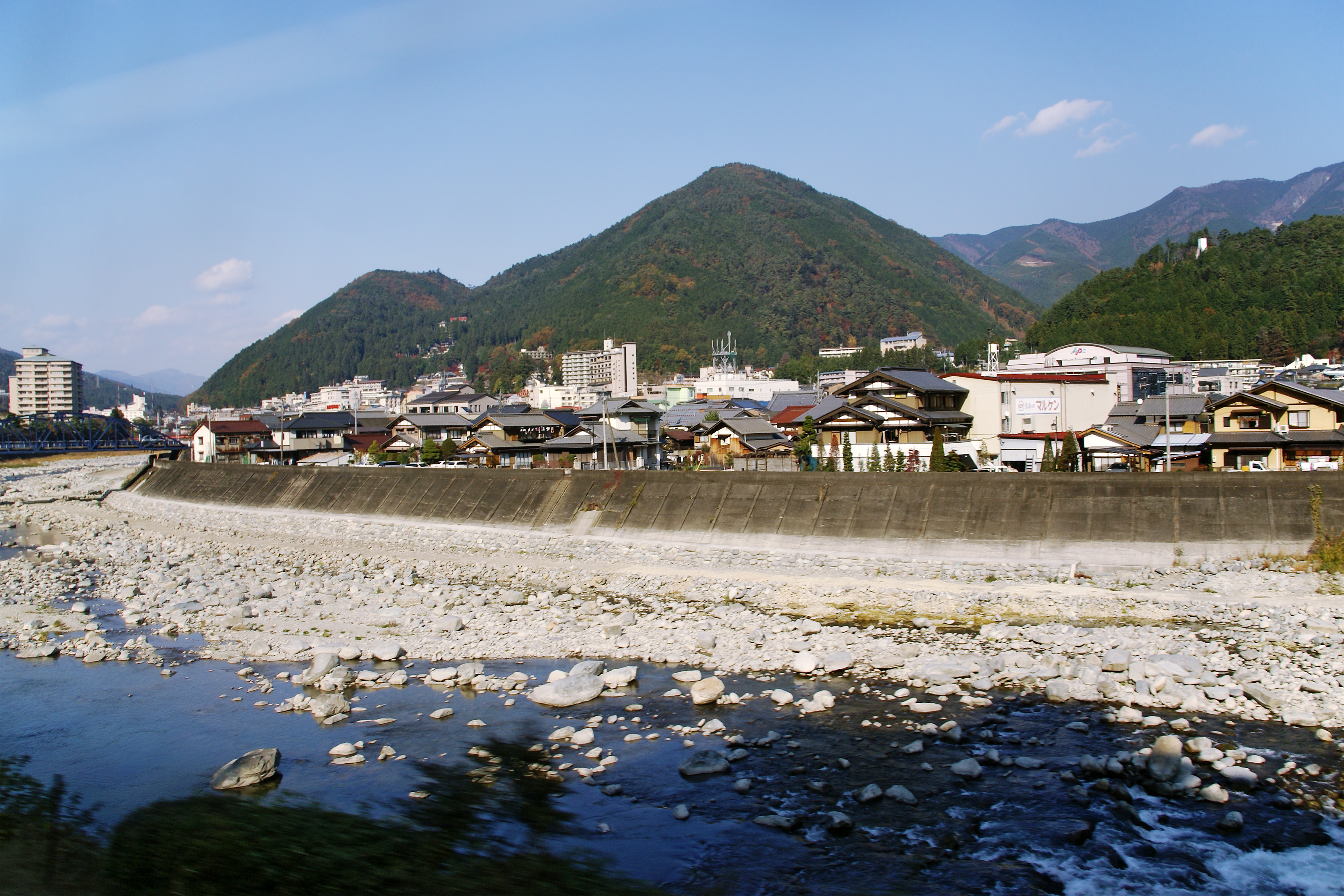
下呂温泉

- 高瀬温泉（荒川峡温泉郷）（新潟県岩船郡関川村）
- 月岡温泉（新潟県新発田市）
- 出湯温泉（新潟県阿賀野市）
- 村杉温泉（新潟県阿賀野市）
- 咲花温泉（新潟県五泉市）
- 岩室温泉（新潟県新潟市西蒲区）
- 弥彦温泉（新潟県西蒲原郡弥彦村）
- 湯田上温泉（新潟県南蒲原郡田上町）
- 蓬平温泉（新潟県長岡市）
- 大湯温泉（湯之谷温泉郷）（新潟県魚沼市）
- 六日町温泉（新潟県南魚沼市）
- 越後湯沢温泉（新潟県南魚沼郡湯沢町）
- 松之山温泉（新潟県十日町市）
- 清津峡温泉（新潟県十日町市）
- 鵜の浜温泉（新潟県上越市大潟区）
- 赤倉温泉（新潟県妙高市）
- 妙高温泉（新潟県妙高市）
- 関温泉（新潟県妙高市）
- 燕温泉（新潟県妙高市）
- 小川温泉（富山県下新川郡朝日町）
- 宇奈月温泉（富山県黒部市）
- 春日温泉（富山県富山市）
- 牛岳温泉（富山県富山市）
- 庄川温泉郷（富山県砺波市）
- 大牧温泉（富山県南砺市）
- 氷見温泉郷(富山県氷見市)
- 輪島温泉（石川県輪島市）
- 和倉温泉（石川県七尾市）
- 湯涌温泉（石川県金沢市）
- 中宮温泉（石川県白山市）
- 白山一里野温泉（石川県白山市）
- 山代温泉（石川県加賀市）
- 山中温泉（石川県加賀市）
- 片山津温泉（石川県加賀市）
- 粟津温泉（石川県小松市）
- 芦原温泉（福井県あわら市）
- 東尋坊三国温泉（福井県坂井市三国町）
- 越前玉川温泉（福井県丹生郡越前町）
- 石和温泉（山梨県笛吹市）
- 信玄の湯 湯村温泉（山梨県甲府市）
- 下部温泉（山梨県南巨摩郡身延町）
- 河口湖温泉（山梨県南都留郡富士河口湖町）
- 野沢温泉（長野県下高井郡野沢温泉村）
- 湯田中渋温泉郷（長野県下高井郡山ノ内町）
- 山田温泉（長野県下高井郡高山村）
- 別所温泉（長野県上田市）
- 鹿教湯温泉（長野県上田市）
- 昼神温泉（長野県下伊那郡阿智村）
- 白馬八方温泉（長野県北安曇郡白馬村）
- 大町温泉郷（長野県大町市）
- 穂高温泉（長野県安曇野市）
- 豊科温泉（長野県安曇野市）
- 中房温泉（長野県安曇野市）
- 浅間温泉（長野県松本市）
- 美ヶ原温泉（長野県松本市）
- 白骨温泉（長野県松本市）
- 戸倉上山田温泉（長野県千曲市）
- 上諏訪温泉(長野県諏訪市)
- 下諏訪温泉（長野県諏訪郡下諏訪町）
- 天竜峡温泉（長野県飯田市）
- 下呂温泉（岐阜県下呂市）
- 濁河温泉（岐阜県下呂市）
- 平湯温泉（岐阜県高山市）
- 新平湯温泉（岐阜県高山市）
- 栃尾温泉（岐阜県高山市）
- 長良川温泉（岐阜県岐阜市）
- 熱海温泉（静岡県熱海市）
- 伊豆湯河原温泉（静岡県熱海市）
- 伊東温泉（静岡県伊東市）
- 修善寺温泉（静岡県伊豆市）
- 湯ヶ島温泉（静岡県伊豆市）
- 土肥温泉（静岡県伊豆市）
- 大川温泉（静岡県賀茂郡東伊豆町）
- 北川温泉（静岡県賀茂郡東伊豆町）
- 熱川温泉（静岡県賀茂郡東伊豆町）
- 片瀬温泉（静岡県賀茂郡東伊豆町）
- 白田温泉（静岡県賀茂郡東伊豆町）
- 稲取温泉（静岡県賀茂郡東伊豆町）
- 伊豆長岡温泉（静岡県伊豆の国市）
- 梅ヶ島温泉（静岡県静岡市葵区）
- 舘山寺温泉（静岡県浜松市中央区）
- 西浦温泉（愛知県蒲郡市）
- 三谷温泉（愛知県蒲郡市）
- 湯谷温泉（愛知県新城市）
- 湯の山温泉（三重県菰野町）
- 榊原温泉（三重県津市）

### 関西

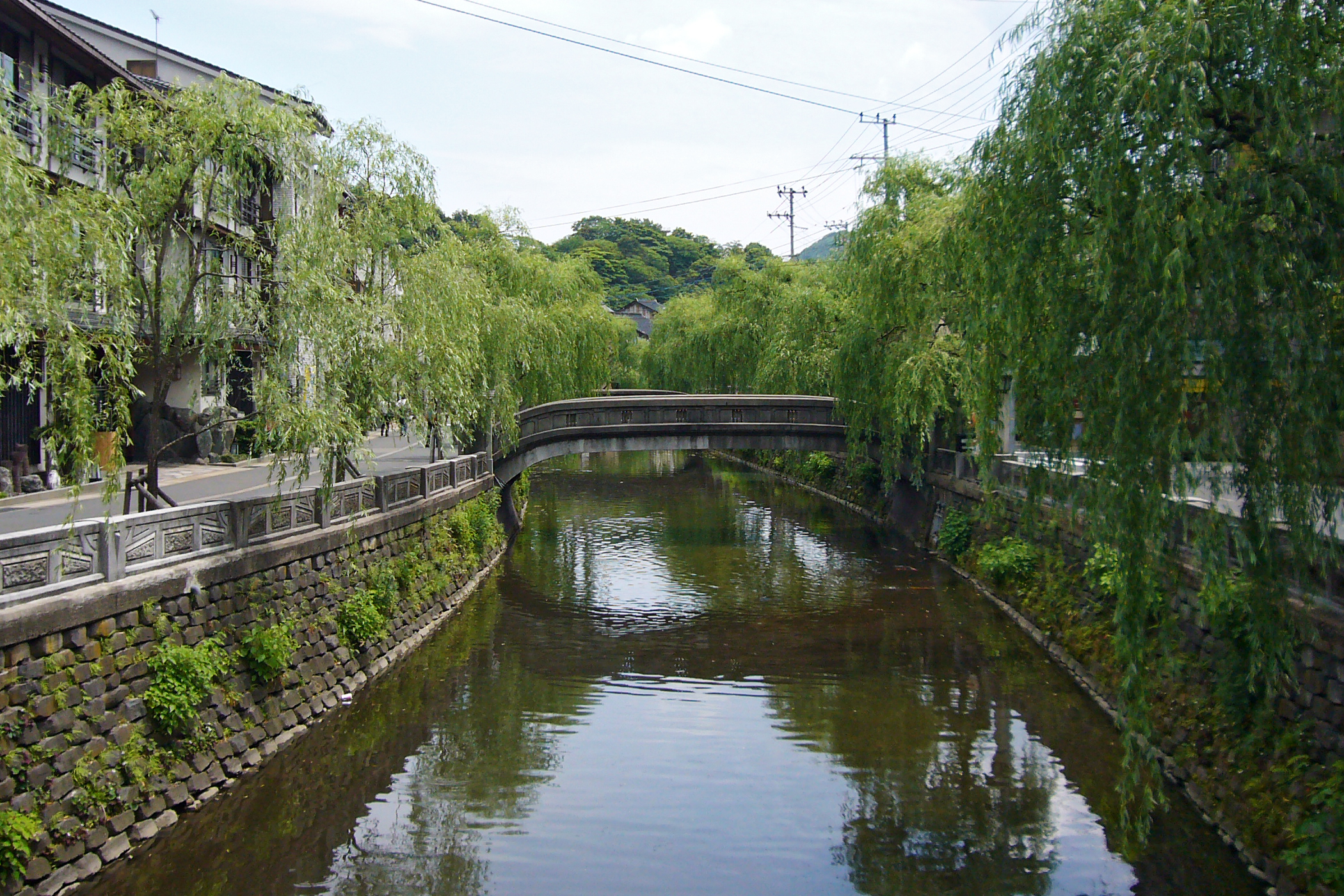
城崎温泉

- 雄琴温泉（滋賀県大津市）
- 湯の花温泉 （京都府亀岡市）
- 木津温泉（京都府京丹後市）
- 夕日ヶ浦温泉（京都府京丹後市）
- 天橋立温泉（京都府宮津市）
- 有馬温泉 （兵庫県神戸市北区）
- 城崎温泉 （兵庫県豊岡市）
- 湯村温泉 （兵庫県新温泉町）
- 七釜温泉 （兵庫県新温泉町）
- 洞川温泉 （奈良県吉野郡天川村）
- 十津川温泉（奈良県吉野郡十津川村）
- 南紀白浜温泉 （和歌山県白浜町）
- 南紀勝浦温泉 （和歌山県那智勝浦町）
- 川湯温泉 （和歌山県田辺市）
- 湯の峰温泉（和歌山県田辺市）

### 中国

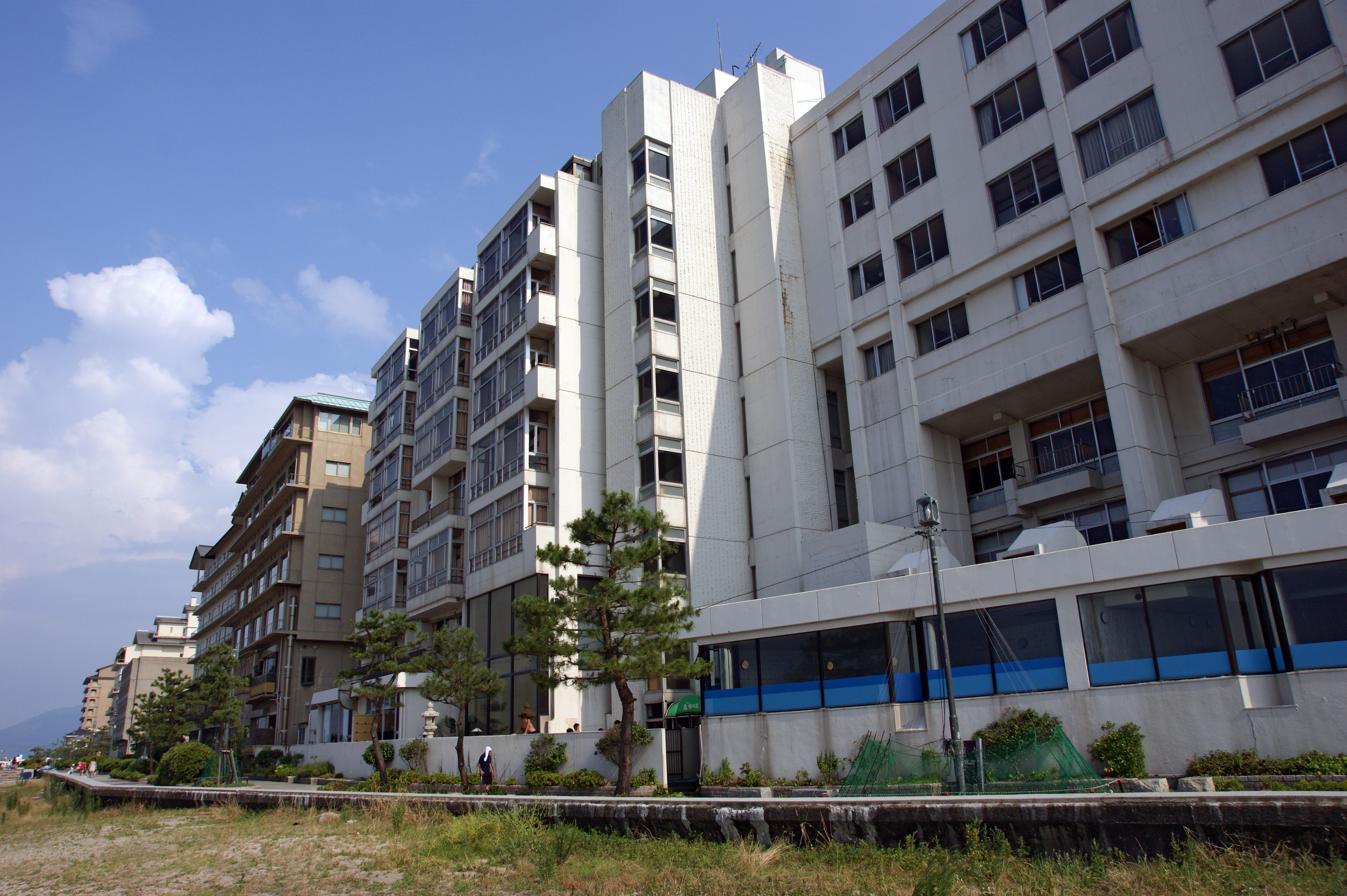
皆生温泉

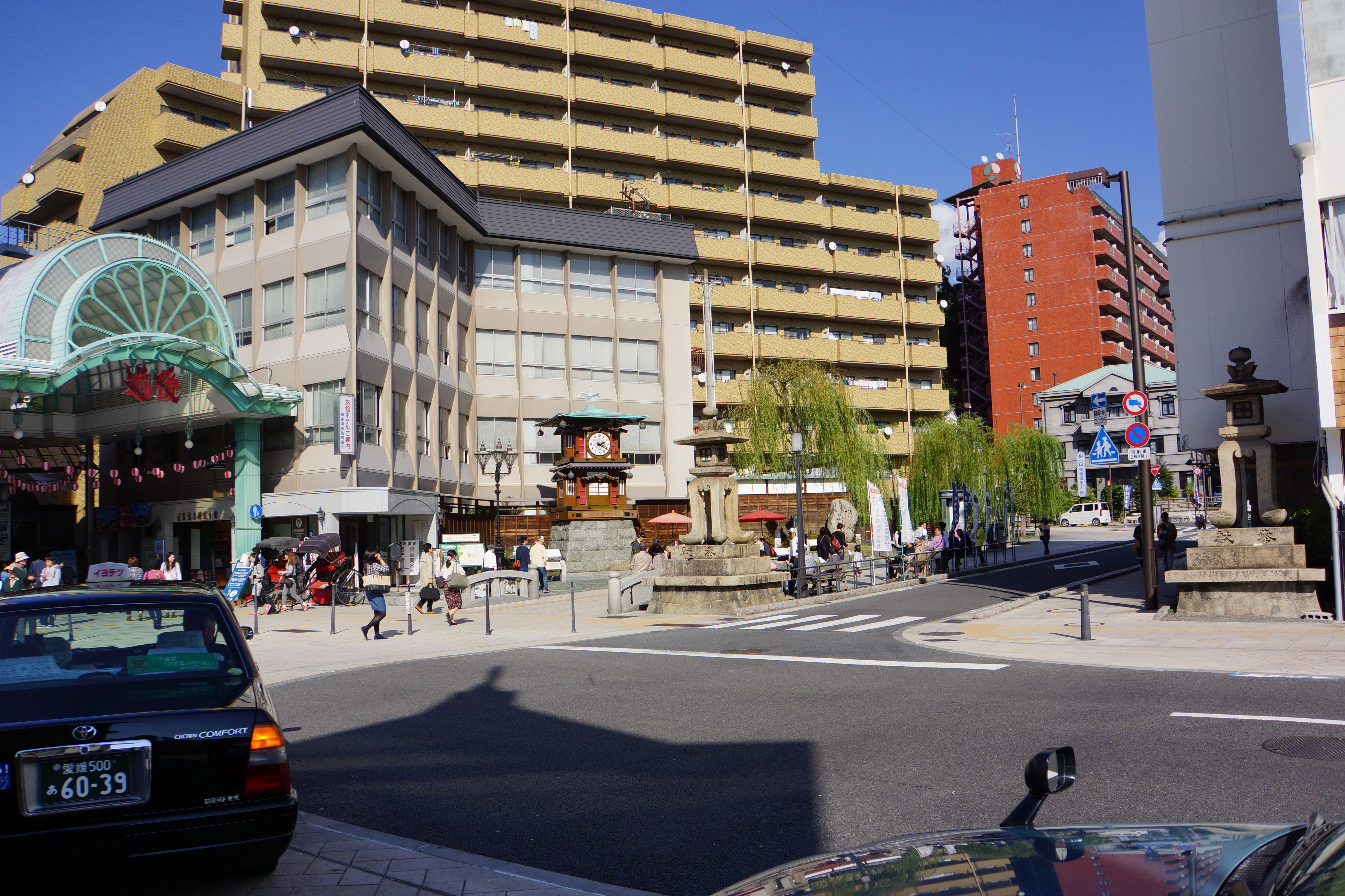
道後温泉駅前

- 岩井温泉（鳥取県岩美郡岩美町）
- 関金温泉（鳥取県倉吉市）
- 三朝温泉（鳥取県三朝町）
- 皆生温泉（鳥取県米子市）
- はわい温泉（鳥取県湯梨浜町）
- 東郷温泉（鳥取県湯梨浜町）
- 玉造温泉（島根県松江市）
- 温泉津温泉（島根県大田市）
- 有福温泉 （島根県江津市）
- 湯原温泉（岡山県真庭市）
- 奥津温泉（岡山県鏡野町）
- 湯郷温泉（岡山県美作市）
- 湯田温泉（山口県山口市）
- 川棚温泉（山口県下関市）
- 長門湯本温泉（山口県長門市）
- 俵山温泉（山口県長門市）

### 四国
- 塩江温泉（香川県高松市）
- 道後温泉（愛媛県松山市）
- 鈍川温泉（愛媛県今治市）

### 九州
- 二日市温泉（福岡県筑紫野市）
- 原鶴温泉（福岡県朝倉市）
- 船小屋温泉（福岡県筑後市）
- 古湯温泉（佐賀県佐賀市富士町）
- 熊の川温泉（佐賀県佐賀市富士町）
- 武雄温泉（佐賀県武雄市）
- 嬉野温泉（佐賀県嬉野市）
- 小浜温泉（長崎県雲仙市）
- 雲仙温泉（長崎県雲仙市）
- 黒川温泉（熊本県南小国町）
- 阿蘇内牧温泉（熊本県阿蘇市）
- 杖立温泉（熊本県小国町）
- 玉名温泉（熊本県玉名市）
- 山鹿温泉（熊本県山鹿市）
- 菊池温泉（熊本県菊池市）
- 日奈久温泉（熊本県八代市）
- 人吉温泉（熊本県人吉市）
- 別府八湯（大分県別府市）
  - 別府温泉
  - 浜脇温泉
  - 観海寺温泉
  - 明礬温泉
  - 鉄輪温泉
  - 亀川温泉
- 由布院温泉（大分県由布市）
- 湯平温泉（大分県由布市）
- 宝泉寺温泉（大分県九重町）
- 日田温泉（大分県日田市）
- 天ヶ瀬温泉（大分県日田市）
- 筋湯温泉（大分県九重町）
- 長湯温泉（大分県竹田市）
- 京町温泉（宮崎県えびの市）
- 青島温泉（宮崎県宮崎市）
- 北郷温泉（宮崎県日南市）

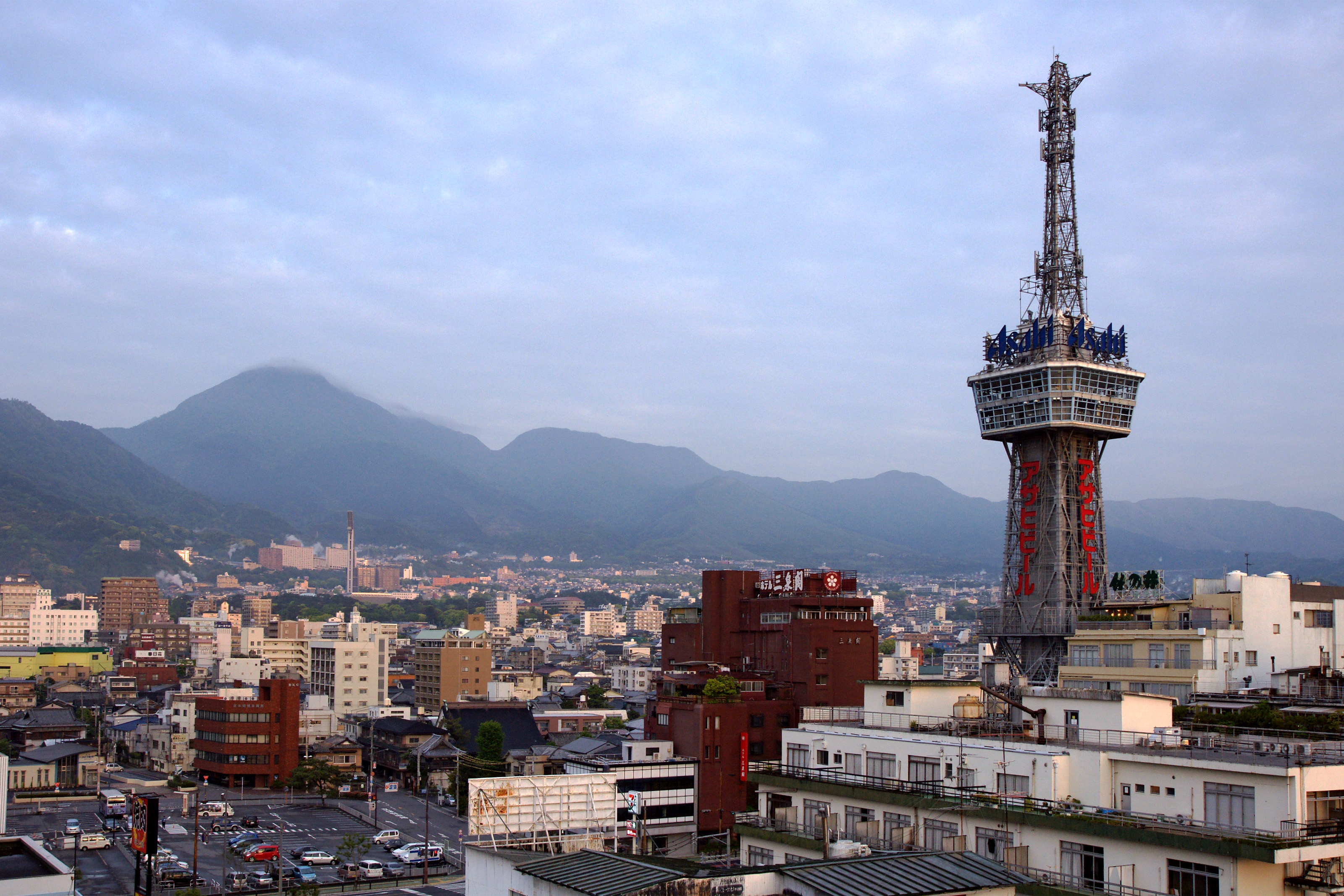
別府温泉 温泉街

- 丸尾温泉（霧島温泉郷の一角、鹿児島県霧島市）
- 指宿温泉（鹿児島県指宿市）
- 市比野温泉（鹿児島県薩摩川内市）
- 川内高城温泉（鹿児島県薩摩川内市）

## 台湾の温泉街
台湾には金山から北投温泉にかけて大屯火山群があり、付近を通る金山断層は金山温泉から北投温泉にかけて伸びているとされ、たくさんの温泉がある。なお、北投温泉は1894年に発見された温泉で、ガイドブックなどでは新北投温泉と表記されていることもある。
北投温泉の場合、公衆浴場、個室浴場、銭湯式の温泉などがあるほか、リゾートホテルなどの温泉施設が立ち並んでいる。